# Obereopsis
Obereopsis is een kevergeslacht uit de familie van de boktorren (Cerambycidae). De wetenschappelijke naam van het geslacht werd voor het eerst geldig gepubliceerd in 1855 door Chevrolat.

## Soorten
Obereopsis omvat de volgende soorten:
- Obereopsis angolana Breuning, 1957
- Obereopsis angolensis Breuning, 1958
- Obereopsis angustifrons Breuning, 1957
- Obereopsis annamensis Breuning, 1957
- Obereopsis annulicornis Breuning, 1957
- Obereopsis antenigra Breuning, 1963
- Obereopsis antenigripennis Breuning, 1977
- Obereopsis apicalis (Kolbe, 1894)
- Obereopsis apicaloides Breuning, 1953
- Obereopsis assamensis Breuning, 1957
- Obereopsis assimilis Breuning, 1957
- Obereopsis aterrima Breuning, 1949
- Obereopsis atriceps Breuning, 1950
- Obereopsis atricollis Breuning, 1957
- Obereopsis atrifrons Breuning, 1957
- Obereopsis atripennis Breuning, 1955
- Obereopsis atritarsis (Pic, 1920)
- Obereopsis atrodiscalis Breuning, 1967
- Obereopsis atrosternalis Breuning, 1957
- Obereopsis aurata Breuning, 1954
- Obereopsis aureosericea Aurivillius, 1914
- Obereopsis aureotomentosa Breuning, 1950
- Obereopsis auriceps Lepesme & Breuning, 1953
- Obereopsis basalis Breuning, 1963
- Obereopsis basiflava Lepesme & Breuning, 1953
- Obereopsis basilewskyi Breuning, 1952
- Obereopsis basirufipennis Breuning, 1961
- Obereopsis bechynei Breuning, 1953
- Obereopsis bhutanensis Breuning, 1975
- Obereopsis bicolor Breuning, 1977
- Obereopsis bicoloricornis Breuning, 1957
- Obereopsis bicolorimembris Breuning, 1968
- Obereopsis bicoloripes (Pic, 1916)
- Obereopsis bimaculicollis Breuning, 1949
- Obereopsis binotaticollis Breuning, 1957
- Obereopsis bipuncticollis Breuning, 1949
- Obereopsis birmana Breuning, 1957
- Obereopsis bootangensis Breuning, 1970
- Obereopsis borchmanni Breuning, 1959
- Obereopsis brevis (Gahan, 1894)
- Obereopsis burmanensis Breuning, 1957
- Obereopsis camerunensis Breuning, 1957
- Obereopsis cincticollis (Aurivillius, 1924)
- Obereopsis coimbatorana Breuning, 1974
- Obereopsis coimbatorensis Breuning, 1957
- Obereopsis conradti Breuning, 1957
- Obereopsis curta (Schwarzer, 1927)
- Obereopsis darjeelingensis Breuning & Heyrovsky, 1964
- Obereopsis descarpentriesi Breuning, 1965
- Obereopsis eisentrauti Breuning, 1964
- Obereopsis elgonensis Breuning, 1949
- Obereopsis elongatula Breuning, 1949
- Obereopsis endroedii Breuning, 1973
- Obereopsis exigua Breuning, 1957
- Obereopsis feai Breuning, 1950
- Obereopsis flava Franz, 1942
- Obereopsis flaveola Breuning, 1957
- Obereopsis flavicornis (Fairmaire, 1889)
- Obereopsis flavipes Hintz, 1919
- Obereopsis flaviventris Breuning, 1953
- Obereopsis flavodiscalis (Breuning, 1982)
- Obereopsis freyi Breuning, 1953
- Obereopsis fusca Breuning, 1957
- Obereopsis fuscipes (Kolbe, 1893)
- Obereopsis fuscosternalis Breuning, 1964
- Obereopsis gracilicornis Breuning, 1950
- Obereopsis gracilior (Pic, 1923)
- Obereopsis guineensis Breuning, 1953
- Obereopsis hartwigi Breuning, 1964
- Obereopsis holoflava Breuning, 1957
- Obereopsis holoflavipennis Breuning, 1953
- Obereopsis holofusca Breuning, 1967
- Obereopsis holorufa Breuning, 1957
- Obereopsis indica Breuning, 1957
- Obereopsis infranigra Breuning, 1968
- Obereopsis insignis Aurivillius, 1907
- Obereopsis insularis Breuning, 1952
- Obereopsis invitticollis Breuning, 1957
- Obereopsis javaensis Breuning, 1957
- Obereopsis javanica Breuning, 1950
- Obereopsis javanicola Breuning, 1964
- Obereopsis kankauensis (Schwarzer, 1925)
- Obereopsis laosensis (Pic, 1923)
- Obereopsis laosica Breuning, 1963
- Obereopsis leptissima Breuning, 1957
- Obereopsis limbata (Redtenbacher, 1848)
- Obereopsis linearis Aurivillius, 1903
- Obereopsis lineaticeps (Pic, 1911)
- Obereopsis longicollis Breuning, 1950
- Obereopsis longicornis Hintz, 1919
- Obereopsis longipes Breuning, 1957
- Obereopsis luchti (Fisher, 1937)
- Obereopsis luteicornis Breuning, 1957
- Obereopsis mabokensis Breuning, 1977
- Obereopsis maculicornis Chevrolat, 1858
- Obereopsis maculithorax (Matsushita, 1933)
- Obereopsis malaisiana Breuning, 1949
- Obereopsis masaica Breuning, 1950
- Obereopsis mausoni Breuning, 1961
- Obereopsis medana Breuning, 1951
- Obereopsis mediofuscovitticollis Breuning, 1977
- Obereopsis medionigripennis Breuning, 1956
- Obereopsis meridionalis Breuning, 1955
- Obereopsis minima (Kolbe, 1893)
- Obereopsis minutissima Breuning, 1950
- Obereopsis mirei Breuning, 1977
- Obereopsis mjobergi (Aurivillius, 1925)
- Obereopsis modica (Gahan, 1894)
- Obereopsis moltonii Breuning, 1959
- Obereopsis montana Breuning, 1956
- Obereopsis monticola Hintz, 1919
- Obereopsis nepalensis Breuning, 1975
- Obereopsis nigriceps Breuning, 1957
- Obereopsis nigricollis Aurivillius, 1914
- Obereopsis nigripes Breuning, 1957
- Obereopsis nigrivertex Breuning, 1949
- Obereopsis nigrohumeralis Breuning, 1949
- Obereopsis nigrolateraloides Breuning, 1965
- Obereopsis nigronotatipes (Pic, 1940)
- Obereopsis nilghirica Breuning, 1957
- Obereopsis nimbae Lepesme & Breuning, 1952
- Obereopsis obliquata Breuning, 1957
- Obereopsis obscura Breuning, 1957
- Obereopsis obscuritarsis Chevrolat, 1855
- Obereopsis obsoleta Chevrolat, 1858
- Obereopsis paraflaveola Breuning, 1977
- Obereopsis paralaosica Breuning, 1968
- Obereopsis parasumatrensis Breuning, 1968
- Obereopsis paratogoensis Breuning, 1971
- Obereopsis paratricollis Breuning, 1967
- Obereopsis paravariipes Breuning, 1977
- Obereopsis parteflavicornis Breuning, 1950
- Obereopsis partenigriceps Breuning, 1957
- Obereopsis partenigricollis Breuning, 1957
- Obereopsis partenigrosternalis Breuning, 1968
- Obereopsis parvula Breuning, 1961
- Obereopsis pectoralis (Fåhraeus, 1872)
- Obereopsis pedongensis Breuning, 1960
- Obereopsis perakensis Breuning, 1957
- Obereopsis pseudoannulicornis Breuning, 1957
- Obereopsis pseudocapensis Breuning, 1955
- Obereopsis puncticeps Breuning, 1958
- Obereopsis pusilla (Fåhraeus, 1872)
- Obereopsis quadrinotaticollis Breuning, 1949
- Obereopsis rotundipennis Breuning, 1957
- Obereopsis rubriceps Breuning, 1964
- Obereopsis rufa Breuning, 1957
- Obereopsis rufescens Breuning, 1960
- Obereopsis ruficornis Breuning, 1957
- Obereopsis rufivertex Breuning, 1957
- Obereopsis rufooccipitalis Breuning, 1957
- Obereopsis rufosternalis Breuning, 1957
- Obereopsis sappalensis Breuning, 1957
- Obereopsis semiflava Breuning, 1957
- Obereopsis semifuscipennis Breuning, 1957
- Obereopsis seminigra Breuning, 1950
- Obereopsis sericea (Gahan, 1894)
- Obereopsis sericeipennis Breuning, 1957
- Obereopsis sericeoides Holzschuh, 2006
- Obereopsis shembaganurensis Breuning, 1957
- Obereopsis shillongensis Breuning, 1957
- Obereopsis signaticornis (Matsushita, 1933)
- Obereopsis sikkimensis Breuning, 1957
- Obereopsis somsavathi Breuning, 1963
- Obereopsis subannulicornis Breuning, 1968
- Obereopsis subchapaensis (Breuning, 1965)
- Obereopsis subholoflava Breuning, 1966
- Obereopsis sublinearis Breuning, 1961
- Obereopsis sublongicollis Breuning, 1956
- Obereopsis submodica Breuning, 1974
- Obereopsis subobsoleta Breuning, 1953
- Obereopsis subteratra Breuning, 1957
- Obereopsis subternigra Breuning, 1956
- Obereopsis subterrubra Breuning, 1950
- Obereopsis subvitticollis Breuning, 1957
- Obereopsis sumatrensis Breuning, 1951
- Obereopsis tanganjicae Breuning, 1957
- Obereopsis tessmanni Breuning, 1961
- Obereopsis togoensis Breuning, 1961
- Obereopsis transversicollis Breuning, 1957
- Obereopsis trinotaticollis Breuning, 1967
- Obereopsis trochaini Lepesme & Breuning, 1953
- Obereopsis truncata Breuning, 1957
- Obereopsis variantennalis Breuning, 1950
- Obereopsis varieantennalis Breuning, 1982
- Obereopsis variipes Chevrolat, 1858
- Obereopsis verticenigra Breuning, 1957
- Obereopsis villiersi Lepesme & Breuning, 1953
- Obereopsis walshae (Fisher, 1937)
- Obereopsis wittei Breuning, 1953